# Tenth Avenue (Manhattan)

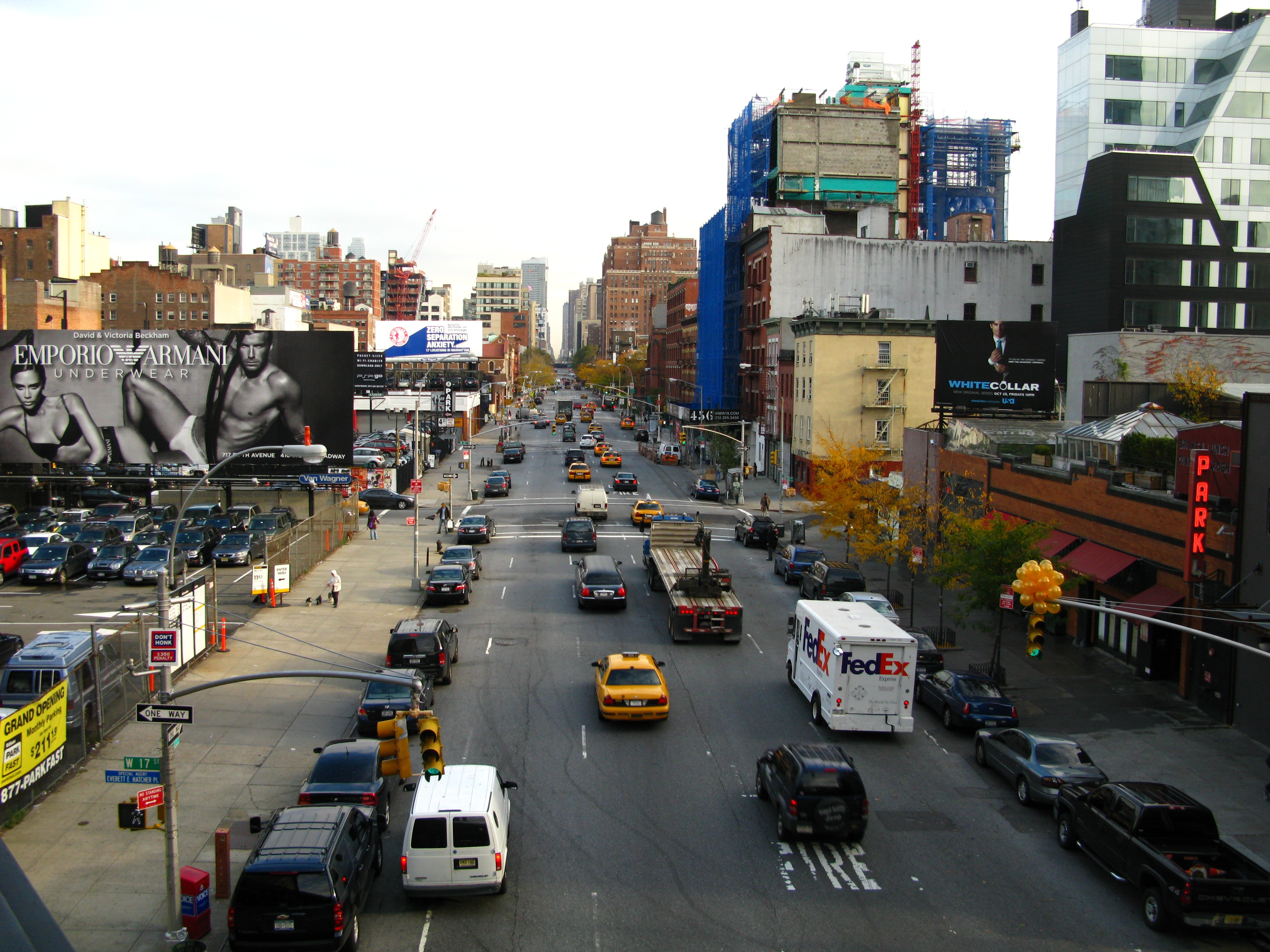
Die Tenth Avenue auf Höhe der 17th Street von der High Line aus gesehen, 2009

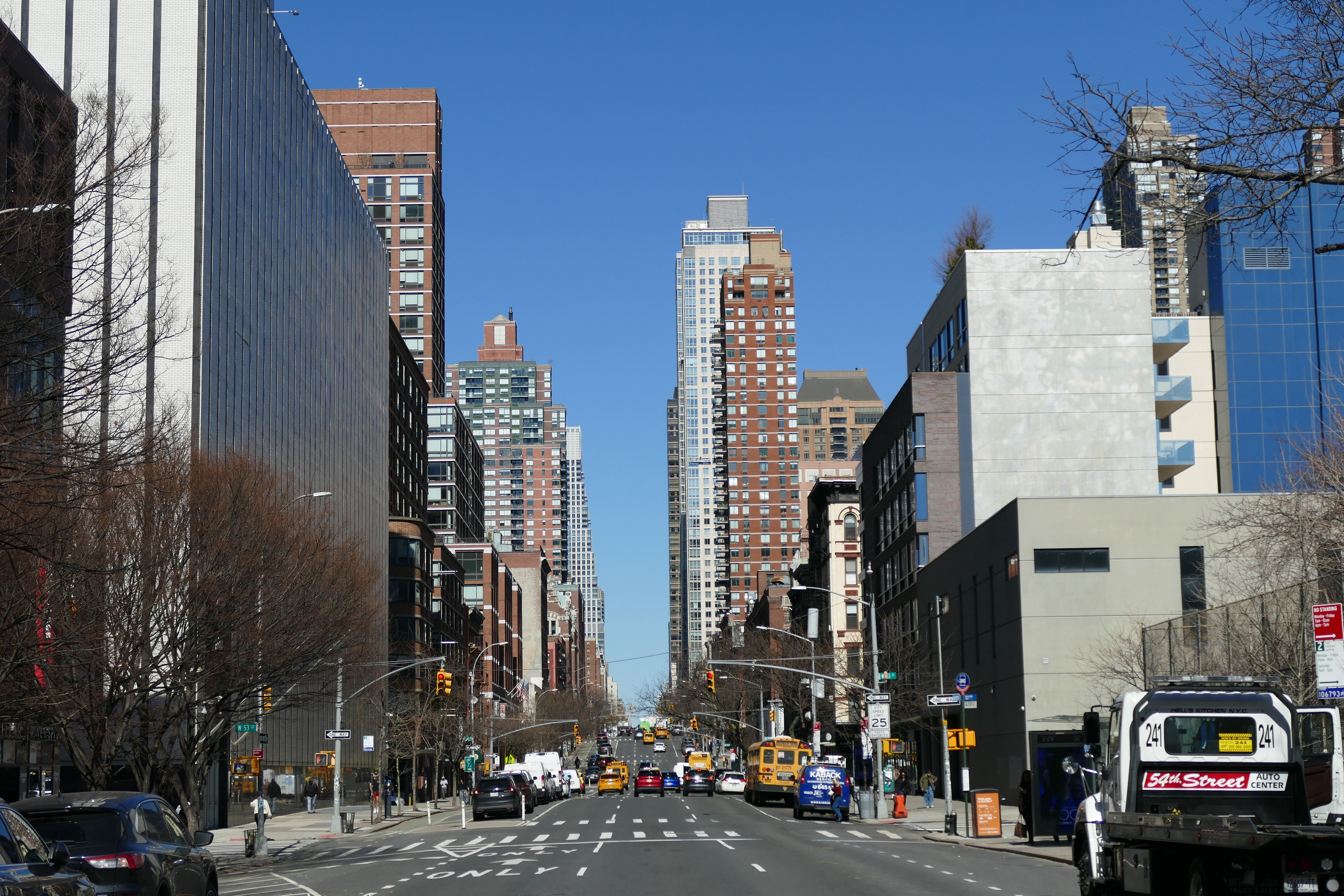
Die Tenth Avenue auf Höhe der 53rd Street (2025)

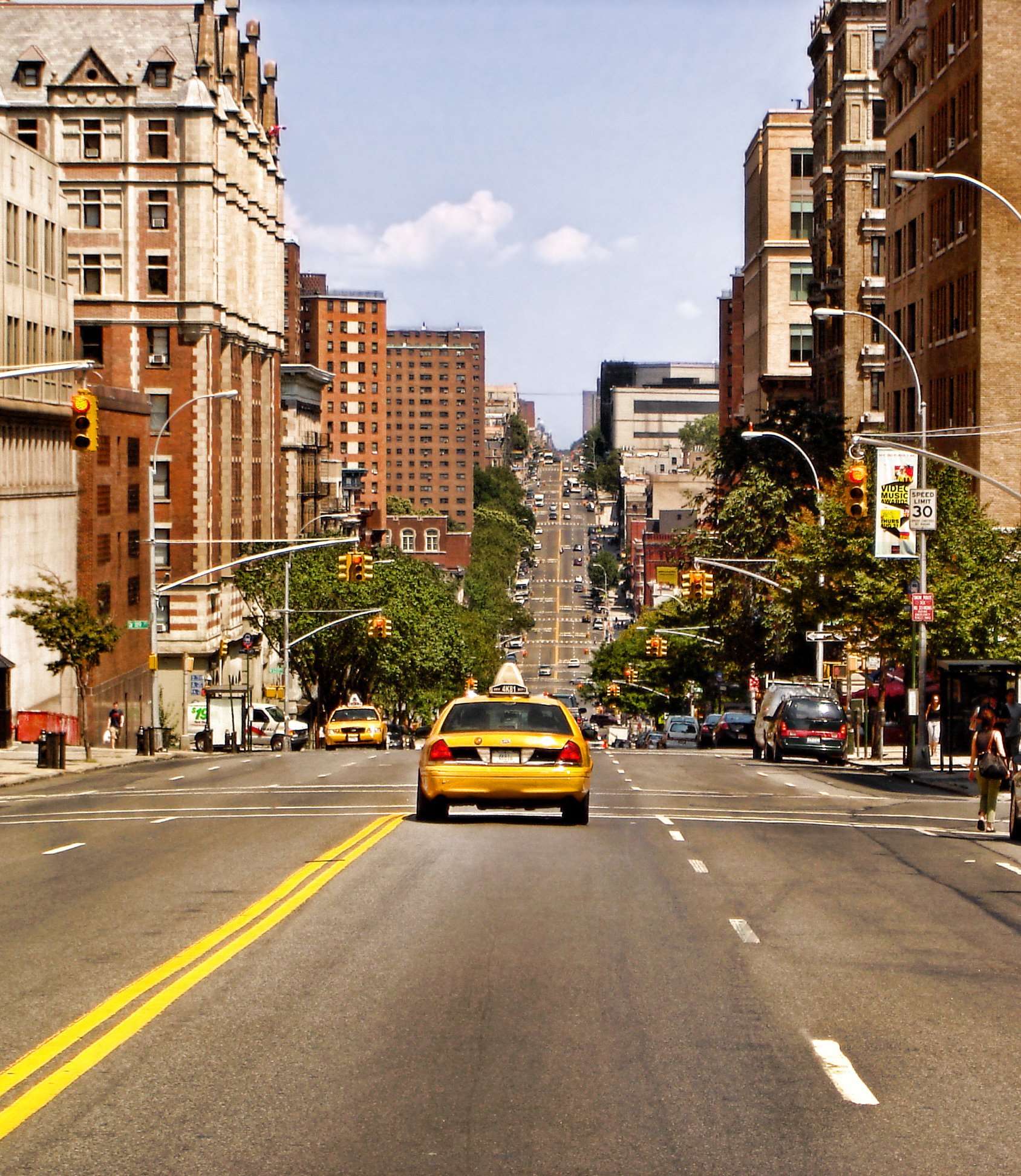
Amsterdam Avenue (Blickrichtung Harlem) auf Höhe der 120th Street

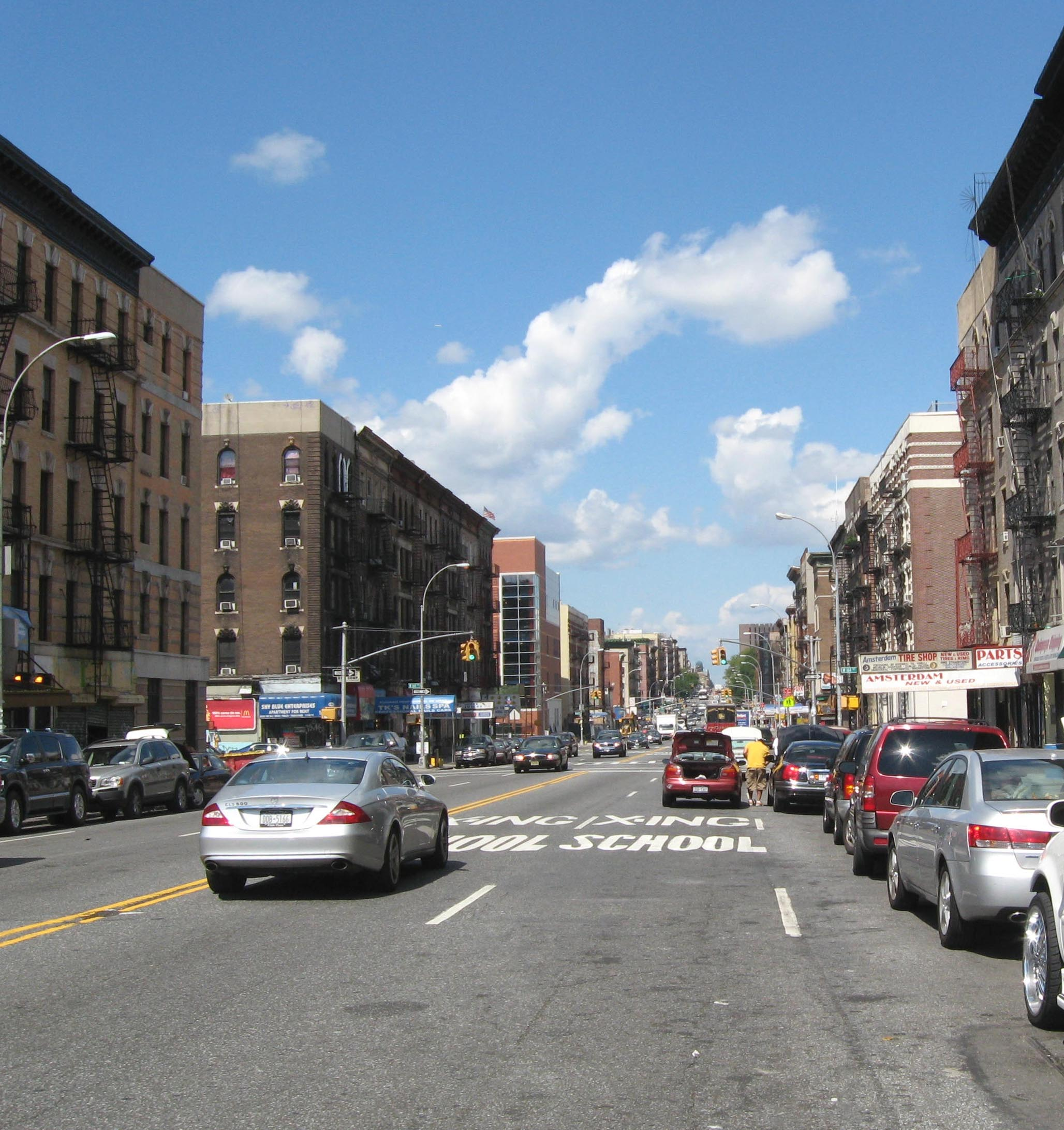
Amsterdam Avenue an der 164th Street in Washington Heights

Die Tenth Avenue (auch: 10th Avenue – nördlich der 59th Street: Amsterdam Avenue) ist eine Durchgangsstraße auf der New Yorker West Side, wo sie den Süden des Stadtbezirks Manhattan mit dessen Norden verbindet.

## Lage und Verlauf
Die Tenth Avenue verläuft auf der West Side von Manhattan von Süd nach Nord durch die Viertel Chelsea, Hell’s Kitchen und dann als Amsterdam Avenue durch die Upper West Side, Harlem und Washington Heights.
Sie entspringt zusammen mit der Eleventh Avenue an der Ecke Gansevoort Street im West Village bzw. Meatpacking District. Am südlichsten Abschnitt (die vier Blocks südlich der 14th Street) verläuft die Tenth Avenue als Einbahnstraße Richtung Süden. Nördlich der 14th Street verläuft die 10th Avenue als Einbahnstraße über eine Strecke von 45 Blocks nach Norden, bis sie die West 59th Street überquert und anschließend in Amsterdam Avenue umbenannt wird – wie die anderen Avenues der Upper West Side.
Die Amsterdam Avenue verläuft weiterhin als Einbahnstraße Richtung Norden bis zur 110th Street, nach der der Verkehr in beiden Richtungen verläuft. Zwischen der 110th und 113th Street heißt die Straße vorübergehend „Cathedral Parkway“, da sich in dieser Ecke die Cathedral of Saint John the Divine an der Amsterdam Avenue befindet. Die Straße verengt sich zwischen der 184th Street und 186th Street auf je eine Spur in beide Richtungen, während sie den Yeshiva University’s Wilf Campus durchquert.
Insgesamt erstreckt sich die Tenth Avenue unter dem Namen Amsterdam Avenue über 129 Blocks nach Norden, bis sie den Highbridge Park an der West 190th Street erreicht. Hier wird sie kurz erneut umbenannt – in Fort George Avenue. Der Highbridge Park unterbricht die Avenue. Nördlich des Parks setzt sie sich unter dem Namen 10th Avenue ab der Dyckman Street und dem Ende des Harlem River Drives fast eine Meile Richtung Norden fort. Beinahe am nördlichen Ende Manhattans endet dann die 10th Avenue an der Kreuzung West 218th Street und Broadway, der hier bereits U.S. Route 9 heißt – in der Nähe der Broadway Bridge, die den Harlem River überquert.
Der Abschnitt südlich der Unterbrechung durch den Highbridge Park erstreckt sich über insgesamt 177 Blocks und ist damit der längste ununterbrochene Abschnitt der Avenues in Manhattan. Vor 2007 war der Broadway noch länger, wurde aber danach in verschiedene Teilabschnitte in Midtown Manhattan unterteilt.

## Geschichte
Die Viertel der West Side, die die 10th Avenue durchquert, waren während eines Großteils des 20. Jahrhunderts Viertel der Arbeiterklasse und armer Leute.
Die Straße war lange für Schwerlastverkehr bekannt. Hier verliefen auch im frühen 20. Jahrhundert Eisenbahngleise. Im 19. Jahrhundert, als die West Side Line die Tenth Avenue entlangführte, wurde ein „Tenth Avenue Cowboy“ dafür bezahlt, mit einem Pferd der Straßenbahn vorauszureiten, um die Menschen vor der nahenden Tram zu warnen. Diese Linie wurde später in eine Hochbahn über der Tenth Avenue umgewandelt.
Nach Sarah Feirsteins Buch „Naming New York“, war die Umbenennung der 10th Avenue in „Amsterdam Avenue“ nördlich der 59th Street ein Tribut an die niederländischen Wurzeln der ersten Kolonie Manhattans im 17. Jahrhundert. Ursprünglich hieß die heutige Amsterdam Avenue im Commissioners’ Plan von 1811, der das Straßenraster eines Großteils von Manhattan festlegte, 10th Avenue. Sie wurde 1816 von der 59th Street bis zur Fort George Avenue im Norden eröffnet. 1890 erfolgte die Umbenennung. Der neue Name der Avenue unterstrich die Behauptung der Investoren, dass dieser Abschnitt die „Neue Stadt“ („New City“) werden würde und ein neues Nieuw Amsterdam.
Während des Immobilienbooms des späten 20. Jahrhunderts wurde die Amsterdam Avenue zwischen der 59th Street und 100th Street eine der teuersten Wohngegenden New York Citys.

## Tenth Avenue in Theater, Film & Literatur
Das Musical „On Your Toes“ von Rodgers und Hart aus dem Jahre 1936 beinhaltet die lustige Tanznummer Slaughter on Tenth Avenue, die damals von Ray Bolger und Tamara Geva getanzt wurde. Es wurde auch für Film und Fernsehen adaptiert und im Film „On Your Toes“ von Eddie Albert und Vera Zorina getanzt. Diese Tanznummer wurde auch vom New York City Ballet aufgeführt. Im biografischen Musical Words and Music (1948) wurde die „Slaughter on Tenth Avenue“ Ballettsequenz von Gene Kelly und Vera-Ellen getanzt.
Slaughter on Tenth Avenue ist auch der Name eines Krimis aus dem Jahre 1957 und des Debütalbums von Mick Ronson (1974).
In der Sitcom How I Met Your Mother wohnt die Hauptfigur Ted Mosby in der Nähe der Ecke 75th Street und Amsterdam Avenue.
In den Kriminalromanen der „Dortmunder“-Reihe von Donald E. Westlake befindet sich der fiktionale „O.J. Bar and Grill“, der liebste Treffpunkt der Gang, an der Amsterdam Avenue.
Im Roman „Mamma Lucia“ (original: The Fortunate Pilgrim) von Mario Puzo wohnt die Protagonistin Lucia Angeluzzi-Corbo mit ihrer Familie in der 10th Avenue, und ihr ältester Sohn Larry (Lorenzo) reitet im Jahr 1928 als letzter „Cowboy“ der rauchenden Güterzuglokomotive der New York Central Railroad voraus. Dieser Reiter, der die Passanten vor dem Zug warnen soll, ist auch in einigen Anfangsszenen des amerikanisch-italienischen TV-Dreiteilers (1988) mit gleichem Titel zu sehen.

## Sehenswürdigkeiten
- Cathedral of Saint John the Divine
- City College of New York
- Columbia University
- John Jay College of Criminal Justice
- LaGuardia High School
- New York Presbyterian Medical Center
- St. Luke's-Roosevelt Hospital Center
- Yeshiva University